# Karlheinz Lemken
Karlheinz Lemken (* 20. Dezember 1941 in Oberhausen), auch Karl-Heinz Lemken genannt, ist ein deutscher Schauspieler.

## Leben
Karlheinz Lemken wurde von 1967 bis 1970 von Otto Rouvel zum Schauspieler ausgebildet. Neben Festengagements am Landestheater Detmold und den Städtischen Bühnen Lübeck hatte er Gastverträge an den Theatern in Heilbronn und Augsburg, am Hamburger Ernst-Deutsch-Theater, dem Fritz-Rémond-Theater in Frankfurt, dem Theater am Dom in Köln und an der Komödie am Kurfürstendamm. Daneben ist er häufig auf Tourneen unterwegs.
Seit Ende der 1960er Jahre ist Lemken auch umfangreich vor der Kamera tätig. Sein Debüt gab er 1968 in Aktenzeichen XY … ungelöst in der neunten Ausgabe der Sendereihe am 13. September. Er stellte in Filmfall 3 einen Polizisten dar. Über die Jahre wirkte Lemken bis heute in den Filmfällen in verschiedenen Rollen der Fahndungssendung mit. Gastrollen hatte er auch in anderen bekannten Serien wie Im Auftrag von Madame, St. Pauli-Landungsbrücken, I. O. B. – Spezialauftrag oder Die Wache. Einen hohen Bekanntheitsgrad erlangte Lemken auch durch verschiedene Rollen in der Reihe Ein Fall für zwei und insbesondere durch seine Mitwirkung in 56 Folgen der Serie Die Kommissarin an der Seite von Hannelore Elsner.
Karlheinz Lemken ist mit der Schauspielerin Andrea Dahmen verheiratet. Deren Eltern Josef Dahmen und Gisela von Collande sowie die gemeinsame Tochter Julia (* 1978) sind bzw. waren ebenfalls Schauspieler.
Karlheinz Lemken lebt in Stadtbergen in der Nähe von Augsburg.

## Filmografie (Auswahl)
- seit 1968: Aktenzeichen XY … ungelöst – Verschiedene Rollen in den Filmfällen
- 1972: Im Auftrag von Madame – Das Wunsch-Attentat
- 1973: Hamburg Transit – Fundsache
- 1974: Der Hellseher
- 1975: Motiv Liebe – Folge 20 Gehobene Laufbahn
- 1975: Ein deutsches Attentat
- 1975: Das Messer im Rücken
- 1975: Zwei Finger einer Hand
- 1978: Geschichten aus der Zukunft
- 1979: Winterspelt 1944
- 1979: Derrick (eine Folge)
- 1980: St. Pauli-Landungsbrücken – Immer lustig
- 1980: I. O. B. – Spezialauftrag – Still ruht der See
- 1981: Kudenow oder An fremden Wassern weinen
- 1982: Kreisbrandmeister Felix Martin (neun Folgen)
- 1982: Blut und Ehre – Jugend unter Hitler (vier Folgen)
- 1982: Tatort – Trimmel und Isolde
- 1983: Verkehrsgericht: Wolfgang A. fuhr ohne Führerschein
- 1983: Die Krimistunde (Fernsehserie, Folge 5, Episode: „Glockenschlag der Wahrheit“)
- 1984: Gesichter des Schattens
- 1984: Die Krimistunde (Fernsehserie, Folge 12, Episode: „Der Sonntagsdichter“)
- 1986–2007: Ein Fall für zwei (elf Folgen)
- 1986: SOKO 5113 – Das Versprechen
- 1987: Gegen die Regel
- 1988: Gesprengte Ketten  – Die Rache der Gefangenen (Great Escape II: The Untold Story)
- 1988: SOKO 5113 – Auf freiem Fuß
- 1989: Der letzte Gast
- 1989: Der Fahnder – Alte Kameraden
- 1989: Karambolage
- 1991: Tatort – Tod im Häcksler
- 1992: Tatort – Unversöhnlich
- 1994: Und tschüss! (fünf Folgen)
- 1994–2006: Die Kommissarin (56 Folgen)
- 1995: Polizeiruf 110: 1A Landeier
- 1996: Forsthaus Falkenau – Erinnerungen
- 1996: Tatort – Heilig Blut
- 1997: Natalie – Die Hölle nach dem Babystrich
- 1998: Der Rosenmörder
- 1999: Alarm für Cobra 11 – Die Autobahnpolizei (Tödliche Ladung)
- 2003: Pokalfieber
- 2010: Dreimaldraussen
- 2010: SOKO 5113 – Auf der Jagd
- 2015: Das kalte Gericht
- 2024: Die Kanzlei: Ein tiefer Fall